# GEAS Basket 2017-2018
Questa voce raccoglie le informazioni riguardanti il Geas Basket Sesto San Giovanni nelle competizioni ufficiali della stagione 2017-2018.

## Stagione
Nella stagione 2017-2018 il Geas Basket Sesto San Giovanni disputa la Serie A2.
Il 21 aprile 2018 vincendo contro San Salvatore Selargius viene promossa in Serie A1 con un turno di anticipo.

## Verdetti stagionali
Competizioni nazionali
- Serie A2:

stagione regolare: 1º posto su 16 squadre (27-3);
- Coppa Italia di Serie A2:

quarti di finale persi contro Progresso Bologna (52-53).

## Rosa
|    | Naz.                                    | Ruolo | Sportivo                | Anno | Alt. |  |        |
| -- | --------------------------------------- | ----- | ----------------------- | ---- | ---- |  | ------ |
|    | Italia (bandiera)                       | A     | Francesca Galli         | 1994 | 181  |  | [ 3 ]  |
| 4  | Italia (bandiera)                       | A     | Veronica Schieppati     | 1990 | 185  |  |        |
| 5  | Italia (bandiera)                       | P     | Giulia Arturi           | 1987 | 175  |  | (cap.) |
| 7  | Italia (bandiera)                       | G     | Virginia Galbiati       | 1992 | 173  |  |        |
| 8  | Italia (bandiera)                       | G     | Camilla Mariani         | 1999 | 174  |  |        |
| 9* | Italia (bandiera)                       | G     | Marta Pellegrini        | 2002 | 175  |  |        |
| 9  | Italia (bandiera)                       | A     | Cecilia Zagni           | 1995 | 180  |  |        |
| 11 | Italia (bandiera)                       | A     | Marta Damato            | 2001 | 179  |  | [ 4 ]  |
| 11 | Serbia (bandiera) · Ungheria (bandiera) | A     | Sanja Orozović          | 1990 | 183  |  | [ 5 ]  |
| 12 | Italia (bandiera)                       | C     | Lucia Decortes          | 1999 | 190  |  |        |
| 13 | Italia (bandiera)                       | P     | Francesca Gambarini     | 1995 | 168  |  |        |
| 14 | Italia (bandiera)                       | PG    | Ilaria Panzera          | 2002 | 178  |  |        |
| 15 | Italia (bandiera)                       | A     | Maria Beatrice Barberis | 1995 | 180  |  | [ 6 ]  |
| 18 | Italia (bandiera)                       | G     | Martina Grassia         | 2001 | 180  |  |        |
| 21 | Italia (bandiera)                       | C     | Elisa Ercoli            | 1995 | 190  |  |        |
| 22 | Italia (bandiera)                       | G     | Irene Pusca             | 1998 | 171  |  |        |

## Mercato
Confermate le giocatrici Giulia Arturi, Beatrice Barberis, Veronica Schieppati, Elisa Ercoli, Virginia Galbiati e Francesca Gambarini;
la società ha effettuato i seguenti trasferimenti:

### Sessione estiva
| Acquisti         | Acquisti         | Acquisti        | Acquisti   |
| R.               | Nome             | da              | Modalità   |
| ---------------- | ---------------- | --------------- | ---------- |
| A                | Francesca Galli  | -               | definitivo |
| G                | Camilla Mariani  | B.F. Biassono   | definitivo |
| A                | Cecilia Zagni    | B.T. Crema      | definitivo |
| Altre operazioni |                  |                 |            |
| R.               | Nome             | da              | Modalità   |
| G                | Marta Pellegrini | dalle giovanili | definitivo |
| A                | Marta Damato     | dalle giovanili | definitivo |
| G                | Martina Grassia  | dalle giovanili | definitivo |

| Cessioni | Cessioni          | Cessioni      | Cessioni       |
| R.       | Nome              | a             | Modalità       |
| -------- | ----------------- | ------------- | -------------- |
| PG       | Laura Oliva       | Fanfulla Lodi | fine contratto |
| A        | Cecilia Oggioni   | -             | fine contratto |
| A        | Benedetta Bonomi  | Fanfulla Lodi | fine contratto |
| A        | Valentina Grassia | Sanga Milano  | fine contratto |

### Fuori sessione
| Acquisti | Acquisti       | Acquisti  | Acquisti   |
| R.       | Nome           | da        | Modalità   |
| -------- | -------------- | --------- | ---------- |
| A        | Sanja Orozović | Budućnost | definitivo |

| Cessioni | Cessioni | Cessioni | Cessioni |
| R.       | Nome     | a        | Modalità |
| -------- | -------- | -------- | -------- |

## Risultati

### Coppa Italia di Serie A2

#### Quarti di finale
| Arbitri: | Alexa Castellaneta (Bolzano) Stefano De Biase (Udine) |

|                        |          |              |
| Barberis 16            | Punti    | 14 Tassinari |
| Barberis, Schieppati 2 | Assist   | 3 D'Alie     |
| Barberis 11            | Rimbalzi | 8 D'Alie     |

## Statistiche

### Statistiche di squadra
| Competizione          | Punti | In casa | In casa | In casa | In casa | In casa | In trasferta | In trasferta | In trasferta | In trasferta | In trasferta | Totale | Totale | Totale | Totale | Totale | Totale |
| Competizione          | Punti | G       | V       | P       | Ptf     | Pts     | G            | V            | P            | Ptf          | Pts          | G      | V      | P      | Ptf    | Pts    | Diff.  |
| --------------------- | ----- | ------- | ------- | ------- | ------- | ------- | ------------ | ------------ | ------------ | ------------ | ------------ | ------ | ------ | ------ | ------ | ------ | ------ |
| Serie A2              | 54    | 15      | 13      | 2       | 1028    | 770     | 15           | 14           | 1            | 1008         | 739          | 30     | 27     | 3      | 2036   | 1509   | +527   |
| Coppa Italia Serie A2 |       | -       | -       | -       | -       | -       | 1            | 0            | 1            | 52           | 53           | 1      | 0      | 1      | 52     | 53     | -1     |
| Totale                | 54    | 15      | 13      | 2       | 1028    | 770     | 16           | 14           | 2            | 1060         | 792          | 31     | 27     | 4      | 2088   | 1562   | +526   |

### Andamento in campionato
| Giornata  | 1 | 2 | 3 | 4 | 5 | 6 | 7 | 8 | 9 | 10 | 11 | 12 | 13 | 14 | 15 | 16 | 17 | 18 | 19 | 20 | 21 | 22 | 23 | 24 | 25 | 26 | 27 | 28 | 29 | 30 |
| --------- | - | - | - | - | - | - | - | - | - | -- | -- | -- | -- | -- | -- | -- | -- | -- | -- | -- | -- | -- | -- | -- | -- | -- | -- | -- | -- | -- |
| Luogo     | T | C | T | C | T | C | C | T | T | C  | T  | C  | T  | C  | T  | C  | T  | C  | T  | C  | T  | T  | C  | C  | T  | C  | T  | C  | T  | C  |
| Risultato | V | V | V | V | V | V | V | V | V | V  | V  | V  | P  | V  | V  | V  | V  | V  | V  | P  | V  | V  | P  | V  | V  | V  | V  | V  | V  | V  |
| Posizione | 7 | 3 | 2 | 1 | 1 | 1 | 1 | 1 | 1 | 1  | 1  | 1  | 1  | 1  | 1  | 1  | 1  | 1  | 1  | 1  | 1  | 1  | 1  | 1  | 1  | 1  | 1  | 1  | 1  | 1  |

Legenda:

Luogo: C = Casa; T = Trasferta. Risultato: V = Vittoria; P = Sconfitta.